# Hymedesmia atlantica
Hymedesmia atlantica är en svampdjursart som beskrevs av Topsent 1928. Hymedesmia atlantica ingår i släktet Hymedesmia och familjen Hymedesmiidae.
Artens utbredningsområde är havet utanför Kap Verde. Inga underarter finns listade i Catalogue of Life.